# Nisia fuliginosa
Nisia fuliginosa är en insektsart som beskrevs av Yang och Hu 1985. Nisia fuliginosa ingår i släktet Nisia och familjen Meenoplidae. Inga underarter finns listade i Catalogue of Life.